# Flyvestation Avnø
Flyvestation Avnø lå på halvøen Avnø ved Avnø Fjord på Sydsjælland.
Her lå Flyveskolen, hvor man uddannede piloter til Flyvevåbnet.
Optagelsesprøven foregik ved Forsvarets Rekruttering på Flyvestation Værløse. Selve pilotuddannelsen stiller store krav til aspiranterne og indeholder flere stopprøver. Ved Flyveskolen fløj pilotaspiranterne tidligere i de Havilland Chipmunk, siden 1975 i T-17 Supporter fra SAAB. Efter endt uddannelse på Flyveskolen fortsætter piloternes uddannelse i USA, hvor de specialiseres i deres endelige flytype.

## Historie

### 1930´erne
I årene 1931-1940 var Avnø marinens militære flyveskole.

### Under besættelsen
Under Anden verdenskrig, 1940-45, udbyggede og benyttede Luftwaffe flyvestationen.
I april 1945 var tyske flygtninge indkvarteret i bygningerne på Avnø. I krigens sidste dage blev Avnø brugt til indkvartering af i alt 1.026 tyske flygtninge; hvoraf 17 døde på Avnø.

### Den kolde krig
Efter 1945 blev Anvø igen flyveskole. Manglen på piloter førte i 1980’erne til en større udbygning af flyvestationen; den 25. januar 1993 fløj det absolut sidste fly fra Avnø.

## Nutid
Flyveskolen flyttede til Karup i 1993, og i 2004 åbnede Avnø Naturcenter i bygningerne på adressen: Flyvervej 40, 4750 Lundby.